# Kerriochloa siamensis
Kerriochloa siamensis är en gräsart som beskrevs av Charles Edward Hubbard. Kerriochloa siamensis ingår i släktet Kerriochloa och familjen gräs. Inga underarter finns listade i Catalogue of Life.